# Corrupción en Georgia
La corrupción en Georgia había sido un problema en las décadas postsoviéticas. Antes de la Revolución de las Rosas de 2003, según la revista Política Exterior, Georgia se encontraba entre las naciones más corruptas de toda Eurasia. Sin embargo, el nivel de corrupción disminuyó drásticamente después de la revolución. En 2010, Transparencia Internacional (TI) dijo que Georgia era "el mejor destructor de la corrupción en el mundo". La corrupción de bajo nivel se ha eliminado prácticamente en los últimos años. El Índice de Percepción de la Corrupción de Transparencia Internacional 2017 clasifica al país en el lugar 46 de entre 180 países.
En enero de 2012, el Banco Mundial calificó a Georgia como un "éxito único" del mundo en la lucha contra la corrupción. Philippe Le Houérou dijo que "la experiencia de Georgia muestra que el círculo vicioso de la corrupción endémica puede romperse y, con reformas apropiadas y decisivas, puede convertirse en un círculo virtuoso". Es "el único estado post-soviético en el la última década que ha logrado un gran avance" en la lucha contra la corrupción, de acuerdo con Política Exterior.
El Grupo de Estados contra la Corrupción del Consejo de Europa en su cuarta ronda de evaluación señaló que Georgia ha logrado en gran medida erradicar la corrupción menor, sin embargo, también se argumenta que la corrupción ha cambiado de forma en Georgia en los últimos años. Por ejemplo, ha surgido un 'sistema clientelista' donde el liderazgo del país asigna recursos para generar la lealtad y el apoyo que necesita para mantenerse en el poder.

## Trasfondo
Recientemente, en 2003, según el Banco Mundial, la corrupción era parte cotidiana de la vida georgiana, y los ciudadanos denunciaban el soborno como un hecho habitual. Eso cambió con la Revolución de las Rosas en 2003, que derrocó al presidente Shevardnadze, y que se considera ampliamente una reacción a la corrupción y la mala gobernanza bajo el mandato de Shevardnadze. Después de que Mikheil Saakashvili ganó el 96% de los votos en las elecciones de 2004, instituyó reformas drásticas anticorrupción. Esto incluyó despedir a todo el personal del Ministerio de Educación. Georgia adoptó mecanismos anticorrupción con esfuerzos exitosos, como los esfuerzos antimafia de Italia y capacitación policial alemana. Como parte del esfuerzo posrevolucionario para combatir la corrupción, se transmitieron al público películas que mostraban los arrestos de altos funcionarios del gobierno por cargos de corrupción para dejar en claro la seriedad del esfuerzo.
En 2004, el puntaje de percepción de corrupción mejoró más dramáticamente que el de cualquier otro país. En ese año, el 60% de los encuestados esperaban que los niveles de corrupción disminuyeran durante los próximos tres años. En 2005, sin embargo, esa cifra cayó al 38%. La política de "tolerancia cero" del gobierno cambió drásticamente la situación, dejando al país vinculado con las naciones europeas más avanzadas en todos los indicadores de gobernanza. El país ha visto habitualmente resultados impresionantes en diversos indicadores de gobernanza.
Si bien los esfuerzos del gobierno de Saakashvili prácticamente eliminaron la corrupción menor en el sector público, sin embargo, particularmente en el departamento de policía, administración de recaudación de impuestos, oficina de aduanas,  servicios públicos y sectores de educación algunos críticos disputan la afirmación de que se eliminó la corrupción, manteniendo en cambio que hubo un cambio de "soborno insignificante a formas de corrupción más clientelistas". De hecho, según algunas fuentes, muchas formas de corrupción han seguido siendo comunes en Georgia. Por ejemplo, el poder ejecutivo, combinado con un poder judicial y medios débiles, hacen posible el abuso de poder en todos los niveles del gobierno y permite a los altos funcionarios operar casi impunemente.
Además, mientras que la Evaluación del Sistema de Integridad Nacional 2011 de Transparencia Internacional Georgia acreditó las reformas posteriores a 2004 por hacer que el poder ejecutivo y las fuerzas del orden público fueran más fuertes y eficientes, así como por fortalecer la lucha contra el soborno y otros tipos de corrupción, señaló TI Georgia que algunas agencias ejecutivas eran insuficientemente responsables y transparentes, que los medios de comunicación no habían dedicado suficientes recursos para investigar la corrupción y que la política anticorrupción de 2010 del país carecía de un marco coherente basado en un análisis exhaustivo de los desafíos. TI Georgia también acusó al Consejo Anticorrupción, creado en 2008, de un pobre monitoreo y evaluación de la implementación del plan.
El Banco Mundial ha descrito la economía informal de Georgia como la más grande del mundo en relación con la escala de la actividad económica oficial del país.

## Gobierno

### Contratación pública
Existe poca corrupción en el sector de contratación pública. A pesar de un sistema de adquisición altamente transparente, ciertas excepciones y lagunas hacen posibles los contratos estatales sin licitación. A partir de 2012, de hecho, el 45% de los contratos estatales se adjudicaron sin un proceso de licitación.
Además, las licencias en ciertos sectores se han otorgado en condiciones menos que competitivas y transparentes. Uno de esos sectores es la minería, otro son los medios. Por ejemplo, cuando los derechos de gestión de una torre de transmisión de televisión en Tiflis se vendieron en una subasta, el ganador, que no tenía experiencia en telecomunicaciones, fue seleccionado de antemano. Además, a las empresas vinculadas con un exministro de defensa se les concedieron derechos exclusivos de publicidad exterior en la capital y una licencia para administrar la lotería nacional. Algunos activos de propiedad estatal se han vendido sin ofertas competitivas, a veces por menos del valor de mercado. Del mismo modo, en 2011, el Ayuntamiento de Tiflis otorgó los derechos de gestión de un parque público a una empresa propiedad de un miembro del Consejo de la Ciudad.

### Impuestos
Hay relativamente poca corrupción en el sistema tributario. Solo en raras ocasiones se pide a las empresas que paguen sobornos o pagos adicionales en relación con los impuestos. Los funcionarios tributarios, sin embargo, están sujetos a un grado de interferencia ejecutiva. Los partidarios de la oposición, por ejemplo, han sido acosados por la policía fiscal.

### Aduanas
La corrupción es rara en el servicio de aduanas. Un informe de 2014 señaló que Georgia había reducido el número de instalaciones aduaneras y simplificado los procedimientos de despacho, de modo que la importación y exportación implican menos documentos y menos gastos que en otras partes de la región.

### Sobornos
Antes de 2003, prácticamente cualquier transacción gubernamental requería cierta cantidad de soborno para su procesamiento. Se dijo que casi todos los burócratas y funcionarios abusaron de su poder para beneficio personal. En 2013, el porcentaje de encuestados en la Encuesta Global de Corrupción mencionó que los sobornos al servicios públicos representaban solo 4%.
En 2011, dos empresarios de Israel, Ron Fuchs y Ze'ev Frenkiel, fueron encarcelados por ofrecer un soborno al Primer Ministro, pero fueron perdonados ese mismo año, supuestamente por razones humanitarias. El mismo día en que se hizo público el indulto, el Ministerio de Justicia anunció un acuerdo con su firma, Tramex, que implicó una reducción de $ 73 millones en un laudo arbitral contra Georgia. Fue visto como sospechoso, pero el gobierno insistió en que era pura coincidencia.

### Elecciones
Los expertos dicen que el gobierno georgiano ejerce una "influencia indebida" en el electorado, y que los funcionarios estatales utilizan de manera inapropiada los recursos oficiales para influir en los votantes. Antes de las elecciones parlamentarias de 2012, las contribuciones de campaña de las corporaciones se hicieron ilegales, pero este movimiento no fue visto como una medida anticorrupción sino como un medio para mantener la ventaja del partido gobernante. De hecho, las nuevas reglas se utilizaron en gran medida para intimidar a la oposición. Además, algunas contribuciones durante el ciclo electoral de 2012 que fueron hechas nominalmente por individuos fueron, de hecho, donaciones corporativas disfrazadas. Además, hay indicios de que las donaciones de campaña realizadas por personas que representan a empresas con contratos gubernamentales eran esencialmente sobornos. Las reglas de divulgación de contribuciones se introdujeron más tarde para abordar este problema, pero la Oficina de Auditoría del Estado parece incapaz de hacer su parte para garantizar el cumplimiento de las nuevas reglas.
The Economist se quejó en 2012 por los nuevos límites a las contribuciones políticas que buscaban frenar la influencia del hombre más rico de Georgia y oponente del gobierno, Bidzina Ivanishvili.

### Policía
La corrupción policial no es un problema importante en Georgia. La corrupción entre la policía de tránsito era un problema importante antes de la Revolución de las Rosas; Después de que Saakashvili se convirtió en presidente, 16,000 policías de tránsito fueron despedidos rápidamente y sin ceremonias.

### Judicial
Según una fuente respetada, la corrupción no es un problema importante en el sector judicial. Transparencia Internacional ha declarado que si bien el soborno es de hecho raro en el poder judicial georgiano, los jueces son ampliamente vistos por el pueblo como corruptos. En 2013, por ejemplo, el 51% de los encuestados dijo que el poder judicial era corrupto o extremadamente corrupto. La fiscalía ya no tiene la fuerte influencia sobre el poder judicial que tenía antes de 2012.

## Educación
Después de la recesión de principios de la década de 1990, los profesores ganaban tan poco que requerían sobornos para sobrevivir. Por lo general, complementaban sus ingresos cobrando “tarifas” por los exámenes de admisión, por lo cual los solicitantes de la Universidad Estatal de Tiflis podrían pagar un soborno de hasta $ 30,000 para garantizar la admisión y obtener las mejores calificaciones. Esto cambió en 2002, cuando el Banco Mundial instituyó un Centro Nacional de Evaluación y Exámenes que desarrolló rigurosos exámenes de evaluación.  En consecuencia, los estudiantes que tomaron los exámenes durante la última década, informó Política Exterior en 2015, deben su éxito a su educación completa y no a ningún sistema de mecenazgo.

## Medios
Los medios de comunicación son un sector en el que las oportunidades de corrupción han aumentado bajo el gobierno de Saakashvili. Su régimen ha estado detrás de la toma de los medios de comunicación líderes por intereses comerciales leales, como resultado de lo cual las críticas a las autoridades han "desaparecido gradualmente" de la televisión, junto con los programas de investigación.

## Negocios
El portal anticorrupción empresarial ha declarado que la corrupción constituye un bajo riesgo para las empresas que buscan hacer negocios en Georgia y que es más fácil iniciar un negocio que en casi cualquier otra nación, debido a la mayor transparencia y eficiencia en la recepción de licencias y permisos. De hecho, el entorno empresarial ha mejorado mucho en los últimos años debido a la introducción de impuestos sobre la renta relativamente bajos y una regulación más liberal. Sin embargo, hay varias cuestiones que las empresas tienen que enfrentar, como la falta de independencia judicial, la falta de aplicación de los derechos de propiedad intelectual y la aplicación selectiva de la ley económica.
Sigue habiendo una superposición entre el gobierno y los intereses comerciales. Muchas personas con estrechos vínculos con el gobierno se han vuelto muy ricas, funcionarios públicos han adquirido considerables fortunas poco después de abandonar el servicio gubernamental, y algunos hombres de negocios ricos que han sido elegidos para el parlamento han podido usar su posición para beneficiar a sus empresas. Además, según un informe de 2013, los propietarios de algunas empresas se han visto obligados, en ocasiones, a hacer obsequios al gobierno, o incluso renunciar a la propiedad del negocio. Además, el extenso proceso de privatización de los activos estatales ha sido deficiente en transparencia, y en muchos casos se ha llevado a cabo en "circunstancias sospechosas".
Se cree que algunas empresas han recibido contratos del gobierno a cambio de donaciones de campaña a la parte titular, y se les ha desanimado por contribuir a la oposición. Como resultado de tales prácticas, las arcas de campaña del partido gobernante han sido de 10 a 20 veces más grandes que las de todos los demás partidos combinados.
Transparencia Internacional ha identificado tres "problemáticas" relacionadas con hacer negocios en Georgia: "la importante economía sumergida, el trato preferencial en la adjudicación de contratos y la falta de transparencia en la ola de privatizaciones". En 2008, el 52% de las empresas le dijo al Banco Mundial que se habían visto obligados a competir con compañías no registradas por contratos gubernamentales. A partir de 2013, el soborno seguía siendo un factor en la adjudicación de contratos gubernamentales.

### Industria maderera
Debido a la corrupción, la tasa de deforestación es muy alta.

## Esfuerzos anticorrupción
La reforma económica y la lucha contra la corrupción se colocaron en la agenda política principal del gobierno georgiano dirigido por el expresidente Mijeíl Saakashvili. Desde 2004, Georgia había hecho enormes progresos en la represión de la corrupción y la reinstauración del buen gobierno. La disolución total de la policía de tránsito corrupta en 2004 y el establecimiento del Consejo Interagencial Anticorrupción en 2008 fueron ejemplos exitosos de la reforma. La corrupción de bajo nivel se ha eliminado prácticamente en los últimos años. Tanto la OCDE como el Banco Mundial elogiaron el éxito único de Georgia en la lucha contra la corrupción.
El Banco Mundial, por ejemplo, atribuyó el éxito de Georgia en la lucha contra la corrupción a los siguientes factores: “ejercer una fuerte voluntad política; establecer credibilidad temprana; lanzar un asalto frontal; atraer nuevo personal; limitar el papel del estado; adoptando métodos no convencionales; coordinando estrechamente; adaptar la experiencia internacional a las condiciones locales; tecnología de aprovechamiento; usando las comunicaciones estratégicamente". La lección del éxito de Georgia en la lucha contra la corrupción, según The Economist, es que" [el] liderazgo y voluntad política son todos importantes ", al igual que "establecer credibilidad temprana". El nuevo personal del gobierno, joven y en gran parte educado en Occidente, recibe un salario lo suficientemente alto como para disuadir la tentación de la corrupción.
El Consejo Interagencial para Combatir la Corrupción, formado en 2008, está formado por miembros de varias agencias gubernamentales, grupos de la sociedad civil y asociaciones empresariales, y es responsable de coordinar, elaborar estrategias y monitorear la lucha contra la corrupción. La efectividad del Ministerio de Justicia se considera cuestionable debido a los recursos limitados. El Departamento Anticorrupción del Ministerio del Interior, formado en 2012, es responsable de combatir la corrupción.
La Oficina de Auditoría del Estado (OAE) es responsable de revisar el gasto público, pero carece de recursos para auditar con suficiente profundidad y ha estado demasiado vinculada al establecimiento político. En 2012, la OAE no hizo cumplir objetivamente las reglas de financiamiento de campañas. De hecho, el jefe y el subdirector de la OAE renunciaron para postularse como candidatos al parlamento en ese año. Por otro lado, el actual jefe de la OAE no tiene vínculos con el nuevo gobierno.
La Agencia Estatal de Adquisiciones y Competencia, que coordina y monitorea los contratos públicos, también ha sido elogiada por su enfoque transparente de la contratación pública. Desde 2013, Georgia ha publicado en línea todos los contratos públicos, con algunos exentos por razones de seguridad nacional o por excepciones específicas, como la que se aplica a los ferrocarriles georgianos. Los críticos de los contratos de adquisición propuestos pueden presentar apelaciones en línea.
La mejora de la aplicación de la ley desde 2004 ha tenido un impacto significativo en los esfuerzos anticorrupción. Según la Evaluación del Sistema Nacional de Integridad de 2011, las agencias de aplicación de la ley se encuentran entre las instituciones más fuertes de Georgia, aunque la evaluación también criticó los bajos niveles de transparencia y responsabilidad de estas agencias.
Las fuertes organizaciones de la sociedad civil de Georgia, aunque no cuentan con fondos suficientes y dependen casi totalmente de ayuda externa, han desempeñado un papel en el fomento de reformas anticorrupción, como la promoción de mejoras en la ley de financiamiento de campañas y en el monitoreo del cumplimiento de los compromisos internacionales anticorrupción del país. TI Georgia ha elogiado a la Oficina del Servicio Civil (CSB) por mejorar el sistema de divulgación de activos.